# 免費幼稚園教育委員會
免費幼稚園教育委員會於2013年4月8日成立，由鄭慕智擔任主席；委員會將於兩年內向教育局提交相關具體建議，其間按照需要，提出中、短期建議。

## 歷史
免費幼稚園教育委員會於2013年4月8日由香港教育局局長吳克儉宣佈成立，委員會將會成立多個工作小組，就資助模式、全日制及半日制幼稚園的不同需要、師資薪酬架構、學校租金及是否設立派位機制等問題作出深入討論。

## 委員
免費幼稚園教育委員會有20名委員，當中7名來自幼稚園教育界（包括香港幼稚園協會主席廖鳳香、非牟利幼兒教育機構議會主席甘秀雲和維多利亞教育機構總校長孔美琪），其餘均為教育局、教育統籌委員會、教師訓練機構、小學校長、學生家長和其他香港社會代表。